# Совет по всеобщему образованию
Совет по всеобщему образованию (англ. General Education Board) — благотворительный фонд, действовавший с 1902 по 1964 год в США. Основная задача — содействие развитию среднего образования и медицинских школ. Также оказывал поддержку школам для чёрных
и модернизации методов земледелия в южных штатах. Фонд помог искоренить анкилостому в сельской местности и наладить связь государственных показательных ферм с реальной практикой на местах.
Был создан в 1902 году Джоном Д. Рокфеллером и
Фредериком Гейтсом. К 1950 году средства фонда оказались исчерпанными, и в 1964 году он был закрыт.

## История
Был основан в феврале 1902 года и зарегистрирован Конгрессом США 15 января 1903 года. Заявленная цель — поддержка образования на всей территории США без различий расы, пола или вероисповедания. Помимо вкладов различных благотворителей, фонд получил вклад в размере 1 млн $ от Джона Рокфеллера для работы по развитию южных штатов. Убедившись в эффективности работы фонда, 30 июня 1905 года Рокфеллер сделал дополнительный взнос в размере 10 млн $ и ещё 32 млн $ внёс в 1907 году.
В общей сложности за всё время существования фонда Рокфеллер выделил фонду 180 млн $ собственных средств, которые были использованы для поддержки среднего образования и медицинских школ, а также для улучшение методов земледелия в южных штатах. Благодаря помощи фонда удалось искоренить анкилостому в сельской местности и наладить связь государственных сельскохозяйственных опытных станций с реальной практикой на местах. К 1934 году Совет выдавал гранты в размере 5,5 млн $ в год. К 1950 году средства фонда оказались исчерпанными и в 1964 году он был закрыт, при этом действующие программы были включены в Фонд Рокфеллера.

## Программы
Работа фонда велась по четырём основным программам:
1. Поощрение практического земледелия в южных штатах. В 1912—1913 годах фонд выделил на данную программу 659 тыс. $. Средства направлялись через Департамент сельского хозяйства и расходовались на создание показательных хозяйств. Руководил работой доктор Симан А. Кнапп (Dr. Seaman A. Knapp). В качестве инструкторов хозяйств было задействовано более 200 человек. В 1906 взнос фонда составил 405 тыс. $. В дополнение к продвижению показательных хозяйств, были наняты инструкторы для обучения фермеров. Фонд также поддерживал преподавание приёмов ведения сельского хозяйства в школах на юге США.
2. Создание бесплатных средних школ в южных штатах. При основании фонда в 1902 году, в качестве основной задачи было заявлено «содействие образованиюи жителей наших южных штатов»[3]. Для этой цели фонд выделял средства государственным университетам и департаментам образования в южных штатах для оплаты поездок представителей университетов с целью агитации в пользу поддержки среднего образования[1]. В результате этой работы, к 1914 году в 11 южных штатах было создано 912 новых средних школ.
3. Продвижение высших учебных заведений. К 1914 году фонд выделил ассигнований под определённые условия на сумму 8,8 млн $, а также сделал безвозмездные вложения на сумму 41 млн $. Эти средства были израсходованы во всех штатах США.
4. Школы для негров. К 1914 году фонд выделил более 600 тыс. $ на школы для чёрных, в основном для подготовки учителей. Ещё 1 млн $ для этой цели внесла Анна Джинз.

Фонд также занимался поддержкой организаций социального направления. Так, выделялись средства для женских курсов по изучению домоводства, птицеводства, домашнего консервирования и других предметов, непосредственно связанных с жизнью в сельской местности.
Большое значение для развития образования в США имели также исследования фонда, предшествовавшие выделению ассигнований. Совет фонда состоял из 17 членов со штаб-квартирой в Нью-Йорке.

## Мнение Рокфеллера
Джон Рокфеллер отзывался о работе фонда с одобрением и оптимизмом:

[Совет] кажется мне примечательным образчиком организации, основанной в целях решения […] наилучшим путём задачи улучшения образования во всех частях нашей обширной страны.